# Herbie Hess
Herbie Hess   (Altenburg, 28 d'octubre de 1933 - juny 2015) va ser un músic de jazz alemany (piano, clarinet, saxo tenor) i professor.

## Biografia
Infància, joventut i família
Hess va néixer a Altenburg, on vivien els seus pares en aquell moment perquè el seu pare, Herbert Hess, tenia un compromís professional temporal als escenaris de Gotha, l'única connexió amb el seu lloc de naixement, ja que la família es trobava en realitat a Frankfurt del Main. De petit va assistir a la "Spohrschule de Nordend" de Frankfurt. Aprendre a tocar el piano va ser una cosa amb la qual va néixer. Al principi va rebre classes particulars, i a partir de 1943 va assistir al Dr. Conservatori Hoche. Allà va experimentar els efectes de l'atac aeri del 4 d'octubre, en què l'edifici d'"Eschersheimer Landstrasse 4", va quedar completament destruït. Les seves classes de piano van continuar tenint lloc, però ara al "Passavant-Gontard'sche Palais" entre Hauptwache i Rossmarkt, fins que va ser destruït en els atacs aeris de Frankfurt del Main el 8 de febrer de 1944. Després d'això, les lliçons van tenir lloc en apartaments privats. fins que aquests també van ser destruïts per bombes aèries. Durant els bombardejos a la ciutat, s'allotjava amb els familiars de la seva mare a Wetterau a l'Alta Hesse.
Els seus pares, Marie (de soltera Maurer) i Herbert Hess, estaven com a casa seva en el cant clàssic com a alt i tenor, respectivament, de manera que com a adolescent i fill únic no li va ser fàcil afirmar la seva preferència pel jazz menys complaent. Això li va sorgir en els anys immediats de la postguerra, especialment per la influència dels soldats d'ocupació nord-americans i la seva emissora de ràdio AFN. La seva primera experiència escoltant jazz, que va tenir quan tenia uns 12 o 13 anys als jardins balnearis de Bad Nauheim, on actuava una banda de jazz, es pot considerar l'espurna inicial. A partir de 1952 va aprendre el clarinet mitjançant classes particulars.
El seu Abitur a l'Escola de Modelisme de Frankfurt va confirmar que va actuar molt bé en la música, per la qual cosa va voler seguir seguint aquest camí. Paral·lelament, però, el seu pare va fer esforços per dotar al seu fill, que tenia poca orientació a les realitats de la vida, una seguretat econòmica per a la vida i apuntar a la funció pública com a objectiu. Això va ser seguit inicialment per una formació predominantment orientada comercialment a la Direcció Financera de Frankfurt del Main. Tanmateix, la perspectiva de fer part de la formació i, posteriorment, del servei uniforme a la duana principal va dissuadir permanentment a Herbie Hess, que no estava gens interessat en els tràmits.
Formació
Del 1960 al 1964 va estudiar música i història a la Universitat de Música de Frankfurt i a la Universitat Johann Wolfgang Goethe de Frankfurt del Main, on va aprovar l'examen estatal per a l'ensenyament en escoles secundàries. Durant aquest temps, va refrescar la seva formació en música de piano clàssica amb Erich Flinsch per tal de poder complir els requisits esperats de l'examen després de les seves actuacions de jazz.

## Carrera
Després del seu període de pràctiques, a partir de 1966 va treballar a temps complet a la funció pública en diverses escoles com a professor (darrerament professor superior) a batxillerat, per exemple al gimnàs Goethe de Frankfurt, a la Carl-Schurz-Schule. (escola secundària), a la Helmholtzschule (escola secundària) i fora de Frankfurt a l'escola Bertha von Suttner (escola integral) a Nidderau i, més recentment, a la Goetheschule (escola secundària) a Neu-Isenburg. Va ensenyar música i història, i de tant en tant també anglès. Quan es tractava de jazz, Hess tocava el piano i el clarinet, afegint més tard el saxo tenor. El seu estil preferit va ser el jazz de Chicago, influenciat principalment per la dècada de 1920, però també el swing i el jazz de Nova Orleans; va admirar les actuacions de grans com Count Basie, Bix Beiderbecke, Duke Ellington, Benny Goodman i Jack Teagarden.
Del 1955 al 1957, al costat d'Ata Berk, Carlo Bohländer, Joki Freund, Horst Lippmann, Emil Mangelsdorff i Werner Rehm, va formar part dels Two Beat Stompers fundats per Günter Boas, una de les bandes tradicionals més importants de la postguerra, i la banda alemanya més coneguda fins a la dècada de 1960 d'aquest estil va ser. Amb els Two Beat Stompers va actuar, entre altres llocs, al "Domicile du Jazz", més tard al "Jazzkeller Frankfurt"", i va participar al Festival de Jazz Alemany. Durant aquesta fase, Hess va ser guardonat com a millor pianista al Festival de Jazz Amateur de Düsseldorf el 1956. Amb els Two Beat Stompers va gravar la seva primera composició "Herbie's First Blues", a la qual va seguir més tard el més important "Blues For Bix", que també va arranjar completament. Fins al 1963 va tocar amb diverses bandes de jazz, entre elles els New Orleans Ramblers (amb Gustl Mayer, Peter Trunk).
Va estar actiu en bandes de jazz de Frankfurt com Hot Swingers i New Orleans Jazz Babies. A la dècada de 1970 va actuar amb freqüència en clubs com el "Frankfurter Sinkkasten", el "Jazz Life Podium" i el bar de jazz "Down by the Riverside on the Main", però també a nivell nacional a moltes ciutats, per exemple juntament amb Rolf Hetebrüg, Conny Jackel, Klaus Lohfink, Gustl Mayer, Bill Ramsey o Roland Schneider. Els rècords es van fer a la dècada de 1970 amb els New Orleans Jazz Babies i els Hot Swingers.
Herbie Hess, entre d'altres, va fer gires musicals de diversos mesos. a França, el Marroc, Espanya i el Regne Unit.
Un atac de cor que va patir l'any 2004, que va requerir la implantació d'un stent, va impressionar tant a Hess, que fins aleshores havia estat actuant activament, que va deixar en gran part de fer música.

## Ràdio i televisió
La primera aparició televisiva de Hess va tenir lloc amb Friedrich Gulda a Südwestfunk (SWF) el 6 de desembre de 1955 al programa "Jazz - heard and seen". Els Two Beat Stompers van actuar juntament amb el Chet Baker Quartet. La Hessischer Rundfunk i la ZDF van produir un gran nombre de programes de ràdio i televisió en què Hess va contribuir musicalment, per exemple en dues produccions televisives per hora amb els títols "Mainstream" (Bill Ramsey & Hot Swingers) i "Boogie & Blues" (Bill Ramsey, Gottfried Böttger, Roland Schneider) el 1978. A finals de la dècada de 1970, va realitzar regularment interludis musicals dins de la banda per a la sèrie de recursos humans "Erfinderbörse" amb Joachim Bublath i Barbara Dickmann, així com aparicions a l'Exposició Internacional de Ràdio durant diversos anys a Berlín. Allà va acompanyar intèrprets vocals com Katja Ebstein, Joan Faulkner, Reinhard Mey, Bill Ramsey i Konstantin Wecker.
Herbie Hess va viure durant dècades, inicialment als districtes de Frankfurt de Nordend, Bornheim i Seckbach. Des del 2008 va viure a Bad Homburg vor der Höhe i des del 2013 a l'illa de Rügen.

## Composicions
- "Herbie's First Blues" (comp), gravat amb els Two Beat Stompers
- "Blues For Bix" (comp, arr) inclòs l'arranjament complet, gravat amb els Two Beat Stompers

## Discografia
- diversos amb Two Beat Stompers: N. N., Brunswick
- Two Beat Stompers': "This is Dixieland!", Brunswick 10054EBP, gravat el 8 d'abril de 1956 a Berlín, repartiment Werner Rehm (tp), Dick Simon (tb), Emil Mangelsdor'ff (cl), Herbert Hess (p), Gerd Schuttrumpf (p. bj), Joki Freund (tu), Horst Lippmann (d)[9][9]
- Hot Swingers: "Dixieland Party Namber Wann" (LP), CBS 81258, repartiment Roland Schneider, Klaus Lohfink, Ata Berk, Rolf Hetebrüg, Herbie Hess, Jo Schomann i Gustl Mayer.
- New Orleans Jazz Babies: "The Entertainer" Rag (LP), biton Frankfurt am Main, BIT2113, gravació 22/23. Novembre de 1974, formació: Herbert Christ, Harald Blöcher, Klaus Pehl, Herbie Hess, Helmut Grahl, Ernst Schneider, Peter Hermann.
- Hot Swingers, New Orleans Jazz Babies, Two Beat Stompers i altres. – sobre “Jazz from Frankfurt”, LP, Ciutat de Frankfurt del Main, Oficina de Turisme, Congressos i Associació de Ciutats, 1979.[10]